# Euro-Kennzeichen
Das Euro-Kennzeichen oder EU-Kennzeichen, in Deutschland amtlich Kfz-Kennzeichen mit EU-Kennung, wurde in der Europäischen Union eingeführt, um die Zusammengehörigkeit der EU-Staaten zu zeigen. Es hat ein blaues Band am linken Rand des Nummernschildes. Oben sind die zwölf gelben Sterne der europäischen Flagge und darunter in Großbuchstaben der Ländercode abgebildet. Die Farbe des Länderkürzels ist meist weiß, in einigen Ländern (z. B. Niederlande) auch gelb.
Verschiedene Nicht-EU-Staaten haben ähnliche Kennzeichen eingeführt, verwenden hierbei jedoch meist ein eigenes Symbol an Stelle der Europaflagge über der Länderkennzeichnung.

## Geschichte

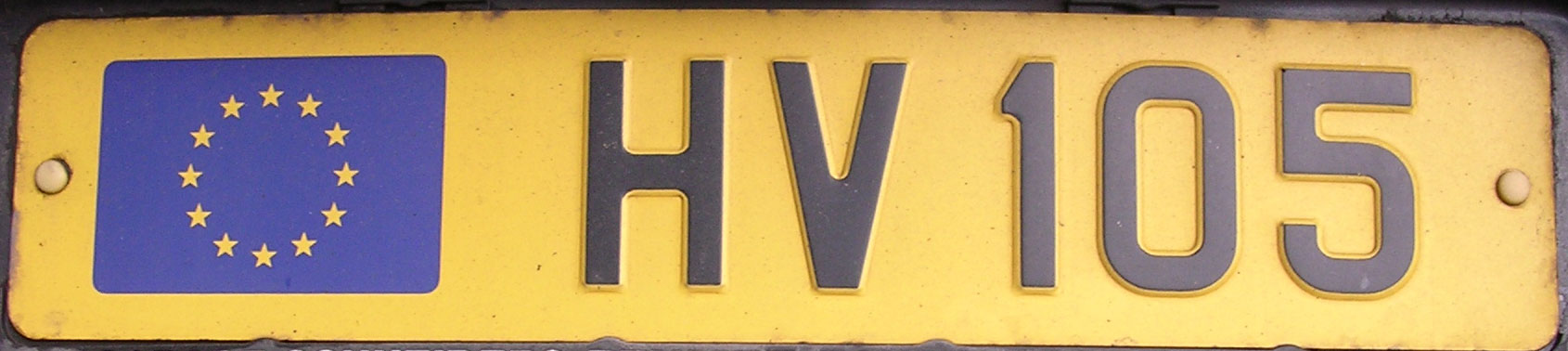
Luxemburgisches Kennzeichen aus dem Jahr 1988

Bereits 1988 entschied man sich in Luxemburg zur Darstellung der europäischen Flagge im linken Teil des Nummernschildes.

### Einführung in der EU
Der Beschluss zur Einführung des EU-Kennzeichens wurde vom Rat der Europäischen Union im Herbst 1998 getroffen.

### EU-Design
Die EU hatte sich bei dem Design von den in Irland bereits 1991, in Portugal 1992 und in Deutschland ab 1994 schrittweise eingeführten EU-Kennzeichen leiten lassen und es als Standard übernommen.
Das Standard-Design des EU-Symbols besteht aus einem blauen Streifen auf der linken Seite des Kfz-Kennzeichens, darin liegen oben die zwölf Sterne der Europaflagge und unten das Nationalitätszeichen. Die Farbgestaltung des blauen Streifens und der Sterne richten sich nach der Europaflagge, die Buchstaben des Nationalitätskennzeichens sollen weiß oder gelb sein. In Frankreich, Luxemburg und den Niederlanden werden gelbe oder weiße Buchstaben verwendet. Bei zweizeiligen Nummernschildern ist das blaue Band meist vor der oberen Zeile, es gibt aber auch Varianten mit dem blauen Band vor der unteren Zeile, z. B. in Belgien.

### Einführung und Ausnahmen
- In Dänemark und Finnland ist das Europa-Symbol optional und nicht vorgeschrieben.
- In Österreich gibt es die Kennzeichen mit der standardisierten EU-Kennung seit 1. November 2002. Vorher gab es schon Aufkleber mit dem EU-Zeichen, die am Nummernschild zusätzlich aufgeklebt wurden. Dies war zwar unzulässig, wurde aber im Inland toleriert.[2]
- Schon vor dem Beitritt zur EU im Jahr 2004 hatte Malta das Euro-Kennzeichen im Jahr 1995 eingeführt.
- In Belgien wird das EU-Kennzeichen seit dem 16. November 2010 an alle Neuzulassungen ausgegeben.
- Kroatien hat das Euro-Kennzeichen am 4. Juli 2016 eingeführt.[3] Bereits vor dem EU-Beitritt 2013 tauchten gelegentlich inoffizielle, aufgeklebte Euro-Balken am linken Rand auf.

### Ersatz für die ovalen Nationalitätskennzeichen
In den EWR-Staaten, der Schweiz sowie in Mitgliedsstaaten der Wiener Straßenverkehrskonvention gilt das Euro-Kennzeichen als ein möglicher Ersatz für die ovalen Nationalitätszeichen.

### Nicht-EU-Staaten
Verschiedene Nicht-EU-Staaten haben ähnliche Kennzeichen eingeführt, verwenden hierbei jedoch meist ein eigenes Symbol an Stelle der Europaflagge über der Länderkennzeichnung. Einige der jüngeren EU-Mitglieder (Polen, Litauen, Bulgarien, Rumänien) hatten vor ihrem EU-Beitritt vorübergehend EU-ähnliche Kennzeichen mit Staatsflagge eingeführt, nutzen aber seit ihrem Betritt die Form mit EU-Sternen. Weitere Staaten, insbesondere mögliche Beitrittskandidaten, nutzen dasselbe Grundmuster.

## Details
Die Kfz-Nationalitätszeichen in der Spalte Abk. sind zu den nationalen Kennzeichenseiten verlinkt.

### Standard-Kennzeichen der EU-Staaten
| Land         | Abk. | Beispiel | Besonderheiten | Eingeführt                | Systematik 1                                                                                | Frei wählbar (Wunschkennzeichen) |
| ------------ | ---- | -------- | --- | ------------------------- | ------------------------------------------------------------------------------------------- | --- |
| Belgien      | B    |          | neues System und EU-Symbol seit 16. November 2010 | Nov. 2010                 | (#-$$$-###) oder ($-$$$-###) national durchnummeriert, personengebunden                     | 1–8 Zeichen, in der Regel frei wählbar |
| Bulgarien    | BG   |          | 2000–2006 bulgarische Flagge über BG | 2007                      | (RR #### $$) Region: 1–2 Buchstaben                                                         | Teilweise frei wählbar nach dem Regionalcode |
| Dänemark     | DK   |          | EU-Symbol freiwillig | Okt. 2009                 | ($$ ## ###) national durchnummeriert                                                        | 2–7 alphanumerische Zeichen (auch die dänischen Buchstaben Æ, Ø und Å und bis zu 3 einzelne Leerzeichen); personengebunden                                                            |
| Deutschland  | D    |          | ab Januar 1994 Berlin und Brandenburg, ab Juli 1994 Sachsen, ab Januar 1995 restliche Länder, bis 2000 freiwillig                                                                                 | ab Jan. 1994 schrittweise | (RRR ∞ $$ ####) Region: 1–3 Buchstaben                                                      | systematische Kombination, teilweise frei wählbar; FE-Schrift |
| Estland      | EST  |          | EU-Symbol freiwillig | 2004                      | (### R$$) Region: 1 Buchstabe, fahrzeuggebunden                                             | systematische Kombination sowie frei wählbar |
| Finnland     | FIN  |          | EU-Symbol freiwillig | 2001                      | ($$$•###) national durchnummeriert                                                          | systematische Kombination |
| Frankreich   | F    |          | Blaues EU-Band freiwillig bis Juni 2004. Seit 2009: Region & Département im rechten Feld, frei wählbar                                                                                            | 1998                      | ($$-###-$$!RR) seit 2009 national durchnummeriert, fahrzeuggebunden auf Lebenszeit          | nicht möglich |
| Griechenland | GR   |          | | 2001                      | (BB$-####) Anmeldebehörde: 2 Buchstaben, fahrzeuggebunden                                   | nicht möglich |
| Irland       | IRL  |          | | 2001                      | (JJJ-RR-#####) Zulassungsjahr = Zahl: 2–3 stellig, Region: 1–2 Buchstaben, fahrzeuggebunden | nicht möglich |
| Italien      | I    |          | Regionskennzeichnung freiwillig | 1999                      | ($$ ###$$!RR) national durchnummeriert, fahrzeuggebunden                                    | nicht möglich |
| Kroatien     | HR   |          | | Juli 2016                 | (RR ∞ ####-$$) Region: 2 Buchstaben                                                         | |
| Lettland     | LV   |          | 1992–2004 lettische Flagge über LV auf weißem Grund am linken Rand | 2004                      | ($$-####) national durchnummeriert                                                          | frei wählbar |
| Litauen      | LT   |          | 1992–2004 litauische Flagge über LT am linken Rand | 2004                      | ($$$ ∞ ###) national durchnummeriert, fahrzeuggebunden                                      | frei wählbar |
| Luxemburg    | L    |          | 1988–2003 nur Europaflagge am linken Rand | Juli 2003                 | ($$ ####) national durchnummeriert, fahrzeuggebunden                                        | frei wählbar, personengebunden |
| Malta        | M    |          | | 1995                      | ($$$•###) national durchnummeriert                                                          | systematische Kombination, sowie frei wählbar |
| Niederlande  | NL   |          | | 2000                      | ($-###-$$) national durchnummeriert, fahrzeuggebunden                                       | nicht möglich |
| Österreich   | A    |          | weißer Rand links vom EU-Streifen, oberer und unterer Rand mit rot-weiß-roten Streifen (Flagge Österreichs), Schildgröße mit 520 x 120 mm etwas höher als im Rest der EU. (ausgenommen Slowenien) | Nov. 2002                 | (RR ∞ #&&&&$) Leerzeichen zw. Ziffern und Buchstabenblock Region: 1–2 Buchstaben            | teilweise frei wählbar nach dem Regionalcode: min. 1 Buchstabe, dann min. 1 Ziffer; Länge bei einstelligem Regionalcode 3–6 Zeichen, sonst 3–5 Zeichen, personen- bzw. firmengebunden |
| Polen        | PL   |          | 2000–2006 polnische Flagge über PL, Echtheitssiegel und Wappenaufdruck nach dem Regionalcode | Mai 2006                  | (RRR ∞ &&&&) oder (RRR ∞ &&&&&) Region: 2–3 Buchstaben                                      | frei wählbar nach dem 2-stelligen Regionalcode |
| Portugal     | P    |          | seit 1998 Jahr (oben) und Monat (unten) der Erstzulassung auf gelbem Streifen am rechten Rand | 1992                      | (##•$$•##!JJMM) national durchnummeriert                                                    | |
| Rumänien     | RO   |          | 1992–2006 rumänische Flagge über RO | 2007                      | (RR ### $$$) Region: 1–2 Buchstaben                                                         | Buchstabenkombination wählbar |
| Schweden     | S    |          | EU-Symbol ab 2001 freiwillig, seit 2014 Pflicht | 2003                      | ($$$ ∞ ##T) national durchnummeriert, fahrzeuggebunden                                      | frei wählbar, dann personengebunden; zusätzlich zum fahrzeuggebundenen Kennzeichen |
| Slowakei     | SK   |          | April 1997 bis April 2004 Staatswappen über SK auf weißem Grund am linken Rand | 2004                      | (RR ∞ ###$$) Region: 2 Buchstaben                                                           | frei wählbar nach dem 2-stelligen Regionalcode |
| Slowenien    | SLO  |          | Schildgröße mit 520 x 120 mm etwas höher als im Rest der EU. (ausgenommen Österreich) | 2004, mod. 2008           | (BB ∞ &&•&&&) Region: 2 Buchstaben                                                          | frei wählbar nach dem 2-stelligen Regionalcode, mind. 1 Buchstabe |
| Spanien      | E    |          | Das E wird in Katalonien manchmal mit CAT, im Baskenland mit EH (Euskal Herria) und in Galizien mit GZ / GAL überklebt (allerdings verboten)                                                      | Sept. 2000                | (#### $$$) national durchnummeriert, fahrzeuggebunden                                       | nicht möglich |
| Tschechien   | CZ   |          | | 2004                      | (#R& ∞ ####) Region: 1 Buchstabe                                                            | frei wählbar bis 8 Zeichen, mind. 1 Ziffer |
| Ungarn       | H    |          | 1990–2004 ungarische Flagge über H auf weißem Grund am linken Rand | ab 07/2022 2004–2022      | ($$ $$:###) (DD$-###)                                                                       | frei wählbar mit 6 Zeichen, mind. letztes Zeichen Ziffer |
| Zypern       | CY   |          | EU-Symbol ab 2004 freiwillig, seit 2013 Pflicht, Kennzeichen bis 2. Juni 2013 vorne weiß / hinten gelb, seither beide weiß                                                                        | 2004                      | ($$$ ∞ ###) national durchnummeriert                                                        | frei wählbar |

- B = Registrierungsbehörde; D = Zulassungsdatum (Buchstabencode); J = Zulassungsjahr; M = Zulassungsmonat
- N = Region durch Zahl gekennzeichnet; R = Region durch Buchstaben gekennzeichnet
- S = Steuermonat; T = Monat der technischen Untersuchung
- $ = durchlaufende Buchstaben; # = durchlaufende Zahl; & = Buchstabe oder Ziffer
- ∞ = Wappen/Plakette(n);! = Trennung Sonderfeld

### Ähnliche Kennzeichen anderer Staaten und besonderer Gebiete der EU
Dem Euro-Kennzeichen ähnliche Kennzeichen werden in Nicht-EU-Staaten Europas, Afrikas und Asiens verwendet. Weiter gibt es Gebiete, die unter der Souveränität eines EU-Mitgliedstaates stehen, die nicht oder nur eingeschränkt Teil der EU sind – diese sind in der ersten Spalte mit einem Asterisk (*) gekennzeichnet.
In den meisten Staaten Nord- und Südamerikas, aber auch in Australien und Ozeanien ist der Name des Staates direkt in voller Länge im oberen oder unteren Teil des Nummernschildes angegeben.

#### In Europa
Liste mit Kennzeichen in Europa, die dem Euro-Kennzeichen ähneln:
| Land                          | Abk. | Beispiel | Besonderheiten / Beschreibung | Eingeführt | Systematik 1                                          | Frei wählbar (Wunschkennzeichen)                                                    |
| ----------------------------- | ---- | --- | --- | ---------- | ----------------------------------------------------- | ----------------------------------------------------------------------------------- |
| Albanien                      | AL   | | Doppeladler des Staatswappens über AL auf blauem Grund am linken Rand | 2011       |                                                       |                                                                                     |
| Bosnien und Herzegowina       | BIH  | | Seit 2009 BIH auf blauem Grund am linken Rand 1994/95-1998 Wappen von Bosnien und Herzegowina über BIH auf blauem Grund am linken Rand in muslimischen Gebieten verwendet | 2009       |                                                       |                                                                                     |
| Färöer*                       | FO   | | Färöische Flagge über FO auf blauem Grund am linken Rand | 1996       |                                                       |                                                                                     |
| Georgien                      | GE   | ⸺ Die abtrünnigen Regionen Abchasien und Südossetien geben Nummernschilder aus, welche im georgischen Kernland verboten sind: ⸺ | Seit 2014 Links die Flagge Georgiens über GE auf blauem Grund. Bis September 2014 Links die Flagge Georgiens über GE oder vorher GEO auf weißem Grund. ⸺ Rechts im weißen Feld unter ABH die Flagge Abchasiens ⸺ Links im weißen Feld die Flagge Südossetiens und darunter RSO | 2014       |                                                       |                                                                                     |
| Gibraltar                     | GBZ  | | GBZ auf blauem Grund am linken Rand | ?          |                                                       |                                                                                     |
| Guernsey                      | GBG  | | Flagge Guernseys über GBG am linken Rand |            |                                                       |                                                                                     |
| Island                        | IS   | | Flagge Islands über IS am linken Rand | 2004       |                                                       | frei wählbar                                                                        |
| Isle of Man                   | GBM  | | Triskele der Insel Man über GBM auf rotem Balken | 1994       |                                                       |                                                                                     |
| Jersey                        | GBJ  | | Wappen Jerseys über GBJ |            |                                                       |                                                                                     |
| Kosovo                        | RKS  | | RKS in goldener Farbe auf blauem Grund am linken Rand | 2010       |                                                       |                                                                                     |
| Moldau                        | MD   | | Flagge der Republik Moldau über MD seit 2015 2011–2015 Wappen der Republik Moldau über MD auf blauem Grund am linken Rand. Vorher Wappen der Republik Moldau über MD auf weißen Grund.                                                                                         | Apr. 2015  |                                                       |                                                                                     |
| Montenegro                    | MNE  | | MNE in der unteren Hälfte des blauen Balkens | 2008       |                                                       |                                                                                     |
| Nordmazedonien                | NMK  | | NMK in der unteren Hälfte des blauen Balkens; bis 2019 MK | 2012       |                                                       | frei wählbar                                                                        |
| Türkische Republik Nordzypern | CY   | | | 2018       |                                                       |                                                                                     |
| Norwegen                      | N    | | Flagge Norwegens über N auf blauem Grund am linken Rand | 2006       |                                                       |                                                                                     |
| Russland                      | RUS  | | RUS und Flagge Russlands rechts unten | 1993/94    |                                                       |                                                                                     |
| Serbien                       | SRB  | | SRB in unterer Hälfte auf blauem Grund am linken Rand | 2011       |                                                       |                                                                                     |
| Transnistrien                 | PMR  | | Flagge Transnistriens über Hologramm-Plakette |            |                                                       | frei wählbar                                                                        |
| Türkei                        | TR   | | TR in unterer Hälfte auf blauem Grund am linken Rand | 1996       | NN $ #### bis NN $$$ ###                              | frei gewählter Text (statt 1 bis 3 Buchstaben) im Mittelteil nach dem Provinzkürzel |
| Ukraine                       | UA   | | Flagge der Ukraine über UA auf blauem Grund im linken Rand seit 2015. 2004–2015 Wappen über UA auf Flagge der Ukraine am linken Rand, vorher nur ukrainische Flagge | 2015 1995  | RR #### $$                                            | frei wählbar                                                                        |
| Vereinigtes Königreich        | UK   | Großbritannien (England, Schottland und Wales):                                                                                 | Linker Rand kann für die 4 Landesteile anders gestaltet werden: inoffizielles Kürzel (z. B. ENG für England); Nur UK ist zusammen mit Nationalflagge offiziell. | 2001       | (RRJJ $$$) Region der Erstanmeldung, fahrzeuggebunden | frei wählbar                                                                        |
| Vereinigtes Königreich        | UK   | Nordirland: | Nordirland hat ein anderes Kennzeichensystem. Nur UK ist offiziell. | 2001       | ($RR ####)                                            | frei wählbar                                                                        |
| Belarus                       | BY   | | Flagge von Belarus über BY am linken Rand | 2004       |                                                       |                                                                                     |

#### Außerhalb Europas
Liste mit Kennzeichen außerhalb Europas, die dem Euro-Kennzeichen ähneln. Viele davon haben zwar keinen farbigen Balken, meistens aber die Flagge und darunter den Ländercode:
| Land                         | Abk. | Beispiel | Besonderheiten / Beschreibung | Eingeführt   |
| ---------------------------- | ---- | -------- | --- | ------------ |
| Armenien                     | AM   |          | Links auf weißem Grund die Flagge Armeniens über AM | August 2014  |
| Algerien                     | DZ   |          | Rechts auf weißem Grund die Flagge Algeriens über DZ; bei Diplomatenkennzeichen DZ über den Sternen der Europaflagge in weiß (vorne) bzw. gelb (hinten) auf blauem Grund links                                                                                 |              |
| Äquatorialguinea             | GQ   |          | Links eine Plakette der Zentralafrikanischen Wirtschafts- und Währungsgemeinschaft (CEMAC) über GE |              |
| Aserbaidschan                | AZ   |          | Links auf weißem Grund die Flagge Aserbaidschans über AZ |              |
| Australien                   | AUS  |          | Links auf blauem Grund senkrecht das entsprechende Staatskürzel (z. B. VIC oder NSW) über staatsspezifischer Symbolik. Spezielle Nummernschilder für Fahrzeuge, an denen sich auch ein Nummernschild mit europäischen Maßen anbringen lässt.                   | 2000         |
| Bahrain                      | BRN  |          | Links die Flagge Bahrains, rechts der Landesname in arabisch البحرين und englisch | 06/2010      |
| Benin                        | RB   |          | Rechts die Flagge Benins im Umriss des Territoriums über RB |              |
| Burkina Faso                 | BF   |          | Rechts die Flagge Burkina Fasos im Umriss des Territoriums eingekreist über BF |              |
| Burundi                      | BU   |          | Links die Flagge Burundis über BU |              |
| Elfenbeinküste               | CI   |          | Rechts der Umriss des Territoriums im Kreis über CI |              |
| Gabun                        | G    |          | Links eine Plakette der Zentralafrikanischen Wirtschafts- und Währungsgemeinschaft (CEMAC), rechts der Umriss des Territoriums im Kreis über RG |              |
| Gambia                       | WAG  |          | Links die Flagge Gambias über den Buchstaben GPF für Gambia Police Force | 2019         |
| Ghana                        | GH   |          | Rechts die Nationalflagge Ghanas und darunter das Nationalitätszeichen GH. Variante: Mittig unterhalb der Kennung links GH und rechts die Flagge |              |
| Guinea                       | GN   |          | Rechts die Flagge Guineas im eingekreisten Landesumriss, darunter RG |              |
| Guinea-Bissau                | GW   |          | Links die Flagge Guinea-Bissaus und darunter RGB |              |
| Indien                       | IND  |          | Verschiedene Varianten: Meist IND am linken Rand Die ersten zwei Buchstaben geben das Kürzel des Bundesstaates bzw. Unionsterritoriums wieder. Gewerblich genutzte Fahrzeuge haben einen gelben Hintergrund.                                                   |              |
| Iran                         | IR   |          | Links die Flagge des Iran über I.R. IRAN auf blauem Grund, rechts ein abgetrennter Bereich mit ايران (Iran) über Ziffern der Provinz (z. B. „۱۱“ (11) für die Provinz Teheran)                                                                                 |              |
| Israel                       | IL   |          | Links auf blauem Grund die Flagge Israels über IL sowie Israel in Hebräisch und Arabisch | 200x         |
| Jordanien                    | JOR  |          | Links auf je nach Fahrzeugklasse verschiedenfarbigem Grund Landesname in arabisch الأُرْدُنّ al-Urdunn und englisch (Jordan) | 2007         |
| Kamerun                      | CAM  |          | Links eine Plakette der Zentralafrikanischen Wirtschafts- und Währungsgemeinschaft (CEMAC) über CMR |              |
| Kap Verde                    | CV   |          | Links eine Flagge von Kap Verde |              |
| Kasachstan                   | KZ   |          | Links auf weißem Grund die Flagge Kasachstans über KZ | seit 08/2012 |
| Katar                        | Q    |          | Links die stilisierte Flagge Katars mit der weißen Inschrift QATAR | seit 12/2011 |
| Kirgisistan                  | KGZ  |          | Seit 2015 Links oben Regionscode, darunter die Flagge Kirgisistans und KG auf weißem Grund. 1994-2015 Links die Flagge Kirgisistans | 2015         |
| Republik Kongo               | RCB  |          | Links eine Plakette der Zentralafrikanischen Wirtschafts- und Währungsgemeinschaft (CEMAC) über RC |              |
| Demokratische Republik Kongo | CGO  |          | Links die Flagge der Demokratischen Republik Kongo und darunter CGO | seit 2009    |
| Kuba                         | C    |          | Links CUBA auf blauem Balken | seit 05/2013 |
| Lesotho                      | LS   |          | Links ein blauer Mokorotlo, darunter in Blockbuchstaben der Landesname |              |
| Libanon                      | RL   |          | Seit 2017 Links auf blauem Grund Landesbezeichnung Libanon (arabisch, DMG Lubnān) in Arabisch sowie Zedern-Symbol und darunter die Art des Fahrzeugs in Arabisch 2007-2017 Links auf blauem Grund Zedern-Symbol und darunter in Arabisch die Art des Fahrzeugs | 2017         |
| Madagaskar                   | RM   |          | Verschiedene Varianten, meist mit Landesumriss im blauen Streifen auf der linken Seite |              |
| Malawi                       | MW   |          | Links die Flagge Malawis über dem Landesnamen |              |
| Mauretanien                  | RIM  |          | Rechts im blauen Streifen ein weißer Landesumriss im weißen Kreis, RIM mittig in arabischen und unten in lateinischen Buchstaben |              |
| Marokko                      | MA   |          | Links auf rotem Grund oder auf rotem Feld des Territoriums ein grünes Pentagramm der Flagge Marokkos über weißer Schrift MAROC |              |
| Mexiko, Quintana Roo         | MEX  |          | Links die Abkürzung QR. Spezielles Nummernschild für Fahrzeuge, an denen sich nur ein Nummernschild mit europäischen Maßen installieren lässt |              |
| Neuseeland                   | NZ   |          | Links auf blauem Grund ein Kreuz des Südens wie in der Flagge Neuseelands. Zugelassene Sonderform für Wunschkennzeichen (selten) |              |
| Niger                        | RN   |          | Rechts die Flagge Nigers im Landesumriss, darunter RN |              |
| Palästina                    | PS   |          | Rechts oben der Buchstabe P in arabischer Schrift, darunter in lateinischer Schrift |              |
| Sambia                       | ZA   |          | Links ZAMBIA über dem Wappen Sambias |              |
| Senegal                      | SN   |          | Links die Flagge des Senegal über SN | 2019         |
| Sierra Leone                 | WAL  |          | Links oben die Flagge Sierra Leones |              |
| Syrien                       | SYR  |          | Links auf blauem Grund eine schräg wehende Flagge Syriens in einem Kreis, darunter SYR |              |
| Tadschikistan                | TJ   |          | Links die Flagge Tadschikistans und darunter TJ | 2010         |
| Tansania                     | EAT  |          | Links die Flagge Tansanias |              |
| Togo                         | TG   |          | Links die Flagge Togos, darunter TG |              |
| Tschad                       | TD   |          | Rechts eine Plakette der Zentralafrikanischen Wirtschafts- und Währungsgemeinschaft (CEMAC) über TCH |              |
| Turkmenistan                 | TK   |          | Links die Flagge Turkmenistans über TM | 1994         |
| Uganda                       | EAU  |          | Links oben die Flagge Ugandas |              |
| Usbekistan                   | UZ   |          | Rechts die Flagge Usbekistans über UZ | 10/2008      |
| Zentralafrikanische Republik | RCA  |          | Links eine Plakette der Zentralafrikanischen Wirtschafts- und Währungsgemeinschaft (CEMAC) über RCA |              |

### Ähnliche Kennzeichen von Mitarbeitern internationaler Organisationen oder Streitkräften
| Organisation                                | Abk. | Beispiel / Beschreibung / Besonderheiten | Besonderheiten / Beschreibung | Eingeführt |
| ------------------------------------------- | ---- | ---------------------------------------- | --- | ---------- |
| Mitarbeiter von EU-Institutionen in Belgien | EU   |                                          | EUR mit zwölf Sternen Mitarbeiter von Institutionen der EU, die in Belgien wohnten, konnten besondere Kennzeichen beantragen (bis 15. November 2010) |            |
| US-Streitkräfte in Deutschland              | USA  |                                          | NATO-Symbol über USA auf blauem Grund am linken Rand                                                                                                 | 2000       |